# Mérida Open
Mérida Open – kobiecy turniej tenisowy kategorii WTA 500 zaliczany do cyklu WTA Tour, rozgrywany na kortach twardych w meksykańskiej Méridzie od 2023 roku.
Mérida Open zastąpił rozgrywany w poprzednich latach turniej Abierto Zapopan.

## Mecze finałowe

### Gra pojedyncza kobiet
| Rok  | Zwyciężczyni  | Finalistka       | Wynik            |
| 2025 | Emma Navarro  | Emiliana Arango  | 6:0, 6:0         |
| 2024 | Zeynep Sönmez | Ann Li           | 6:2, 6:1         |
| 2023 | Camila Giorgi | Rebecca Peterson | 7:6(3), 1:6, 6:2 |

### Gra podwójna kobiet
| Rok  | Zwyciężczynie                        | Finalistki                      | Wynik       |
| 2025 | Katarzyna Piter Majar Szarif         | Anna Danilina Irina Chromaczowa | 7:6(2), 7:5 |
| 2024 | Quinn Gleason Ingrid Gamarra Martins | Magali Kempen Lara Salden       | 6:4, 6:4    |
| 2023 | Catherine McNally Diane Parry        | Wang Xinyu Wu Fang-hsien        | 6:0, 7:5    |